# Galonya (Maros megye)
Galonya (románul: Gălăoaia), falu Romániában, Maros megyében, a Galonya patak Marosba ömlésénél, a Kelemen Havasok és a Görgényi Havasok között. A környéken játszódik Wass Albert "A funtineli boszorkány" című regénye. Az író gyakran vendégeskedett Kemény Jánoséknál itt a vadászkastélyban és a marosvécsi várkastélyban.

## Története
Ratosnya község része. A trianoni békeszerződésig Maros-Torda vármegye Régeni felső járásához tartozott.

## Népessége
2002-ben 326 lakosa volt, ebből 317 román és 9 magyar nemzetiségű.

## Vallások
A falu lakói közül 308-an ortodox, 2-en görögkatolikus, 12-en római katolikus hitűek és 4 fő református.

## Képgaléria
- Képgaléria Galonyáról a www.erdely-szep.hu honlapon